# Boy (I need you)
«Boy (I Need You)» (en español) Chico, Te Necesito) es una canción escrita y producida por la cantante estadounidense Mariah Carey y Just Blaze del álbum Charmbracelet (2002). Incluye un sample (muestra) de la canción "I'm Going Down" de Rose Royce, tema que ya utilizó Cam'ron en su canción "Oh Boy". El propio Cam'ron incluye algunas frases en la canción. Su protagonista le dice a su pareja lo mucho que le necesita y que no deja de soñar con él. Se publicó como segundo sencillo del álbum en 2003.

## Lanzamiento comercial
Durante la promoción de "Through the Rain" (primer sencillo de Charmbracelet), se publicó en Estados Unidos un maxisencillo de vinilo 12" llamado MC... Move the Crowd en noviembre de 2002 y contaba con tres canciones del álbum y sus versiones instrumentales: "Boy (I Need You)", "Irresistible (Westside Connection)" (con Ice Cube, Mack 10 y WC) y "You Got Me", con Jay-Z y Freeway. Se pidió a las radios de hip hop/R&B que probasen qué canción gustaba más en cuanto al número de oyentes para elegir así el segundo sencillo del álbum. No fueron muchas emisoras de radio las que recibieron el single promocional, y ninguna de las canciones llegó a atraer un atención importante (aunque "Irresistible (Westside Connection)" llegó a la posición 81 en la lista Billboard Hot R&B/Hip-Hop Singles & Tracks). Se publicó un single promocional separado con la canción "The One"; fue la canción más radiada, por lo que se decidió que fuese el segundo single del álbum. Tras el fracaso de "Through the Rain" en Estados Unidos, Carey y su discográfica, MonarC, prefirieron abandonar la idea de publicar una canción R&B de ritmo lento, por lo que la promoción de The One se desvió a la canción "Boy (I Need You)", con influencias de Hip hop.
"Boy (I Need You)" se presentó como el sencillo de vuelta de Mariah Carey en Estados Unidos tras el fracaso del anterior single, "Through the Rain". Sin embargo, "Boy (I Need You)" tuvo incluso menos éxito: no llegó a entrar en el Hot 100 y se convirtió en el primer sencillo de Carey que no consiguió aparecer en la lista Bubbling Under Hot 100 Singles. Tuvo una mejor acogida en el resto del mundo, llegando a entrar entre los veinte primeros puestos en Reino Unido y entre los cuarenta en Canadá y Australia, aunque no así en la Europa continental.

## Vídeo
El vídeo fue dirigido por Joseph Kahn y cuenta con una gran influencia de la cultura japonesa. Cuenta con una interpretación de estilo anime de Mariah Carey y Cam'ron, la aparición de Godzilla, coches espaciales, ninjas, símbolos japoneses y fanes del país nipón. Bianca, alter ego de Carey que ya apareció en el vídeo del sencillo "Heartbreaker" (1999), intenta sacar a Carey de una autopista japonesa, aunque finalmente Carey logra escapar y es Bianca la que acaba fuera de la carretera. En la primera estrofa de Cam'ron, aparece por primera vez "Mimi" como referencia a Mariah Carey, apodo que utilizaría la cantante en el título de su álbum The Emancipation of Mimi (2005).

## Remixes
Al igual que "Through the Rain", el principal remix de "Boy (I Need You)" no tuvo su vídeo correspondiente. La remezcla cuenta con un sample (muestra) de "I'm Going Down" e incluye raps de Cam'ron, Juelz Santana, Jimmy Jones y Freeway. También se publicaron otros remixes de The Copenhaniacs, Topnotch, Punjabi Hit Squad, Duke y MVP de Disco Montego y Agent X / Dutti Boy, entre otros.

## Posicionamiento
| Lista (2003)                                | Mejor posición |
| ------------------------------------------- | -------------- |
| Alemania (Offizielle Deutsche Charts)       | 73             |
| Australia (ARIA)                            | 29             |
| Bélgica (Valonia) (Ultratip Bubbling Under) | 6              |
| Canadá (Nielsen SoundScan)                  | 32             |
| Estados Unidos (Hot Singles Sales)          | 57             |
| Estados Unidos (Hot R&B/Hip-Hop Songs)      | 68             |
| España (Top 100 Canciones)                  | 19             |
| Francia (SNEP)                              | 51             |
| Irlanda (IRMA)                              | 40             |
| Nueva Zelanda (Recorded Music NZ)           | 45             |
| Países Bajos (Mega Single Top 100)          | 35             |
| Reino Unido (UK Singles Chart)              | 17             |
| Reino Unido (UK R&B Chart)                  | 5              |
| Suiza (Schweizer Hitparade)                 | 78             |